# Pilawka
Pilawka (ukr. Пилявка, Pylawka) – wieś na Ukrainie, w obwodzie chmielnickim, w rejonie chmielnickim, w hromadzie Stara Sieniawa. W 2001 roku liczyła 585 mieszkańców.
Pierwsza wzmianka o miejscowości pochodzi z 1363 roku.